# Castlevania: Lords of Shadow 2
Castlevania: Lords of Shadow 2 (с англ. — «Каслвания: Владыки Теней 2») — игра в жанре action-adventure game, разработанная компанией MercurySteam, издатель — Konami. Является сиквелом игры 2010 года Castlevania: Lords of Shadow. Ожидается, что это будет последняя игра MercurySteam, относящаяся к франшизе Castlevania. Действия игры происходят в современном мире

## Геймплей
Как и в предыдущей Lords of Shadow, игрок будет управлять Габриэлем Бельмонтом, ныне известным как Дракула. История Lords of Shadow 2  начинается после предыдущей игры.
Боевая система
Поскольку Дракула больше не является воином Братства Света, его способы ведения боя в игре претерпели значительные изменения. Вместо Боевого Креста в качестве основного оружия персонаж игрока использует Теневой хлыст, хотя боевые приемы остались почти прежними. Дополнительно в бою используется магия Пустоты и Хаоса (вместо Света и Тени из первой Lords of Shadow). Теперь при активации магия воплощается в оружии: Меч Пустоты позволяет Дракуле восполнять здоровье, замораживать врагов и специально помеченные объекты, а Когти Хаоса наносят увеличенный урон, пробивают защиту врага и разрушают некоторые объекты.
Как и в прошлой части серии, магия при каждом применении расходуется, поэтому для её восполнения в игровой интерфейс добавлена шкала концентрации. Шкала активируется и действует лишь во время боя и при условии, что протагонист сражается только Теневым хлыстом и не получает урона от противников. При заполнении шкалы из врагов выходят Кровавые сферы, которые необходимо поглощать, преобразовывая их в магию. Магию и здоровье можно восстановить и вне боя при помощи специальных статуй, размещенных в определенных точках игровых локаций.
Персонаж за счёт уничтожения врагов и разрушаемых предметов окружения по-прежнему получает очки опыта, которые можно тратить на покупку новых боевых приемов и улучшение некоторых уже имеющихся, однако теперь эти приемы за счет частого использования могут развиваться, повышая мастерство владения оружием и наносимый им урон. Каждый развитый на 100% прием заполняет шкалу мастерства, делящуюся на два уровня (по достижении второго уровня мастерство для конкретного оружия считается максимальным, что отражается на его уроне и внешнем виде).
Так же, как и в предыдущей части, для повышения уровня здоровья и магии герой должен собирать специальные камни, разбросанные по всем игровым локациям в виде запертых кубов с секретами (в качестве альтернативы некоторые камни можно купить в магазине Чупакабры).
Враги могут сражаться с героем обычными и усиленными атаками; если в первом случае избежать урона можно блоком или контратакой, во втором (атака подсвечивается специальной меткой) - только уклоняться. При нанесении противникам достаточного количества урона они входят в стат, и их можно добить при помощи специальной Казни (за исключением боссов). В этом случае игроку доступен ещё один способ восстановления здоровья, получения очков опыта и частичного или полного заполнения шкалы концентрации.
Предметы и способности
Дополнительно в бою и вне его (для дальнейшего продвижения по игровой локации или решения загадок) Дракула использует различные предметы (реликвии) и способности, получаемые в ходе сюжетной кампании. Реликвии добываются при разрушении предметов окружения или покупаются в магазине Чупакабры; они имеют свои специальные функции, почти все ограничены по времени действия и представлены в следующем перечне:
Слезы святого - третий способ восстановления здоровья игрока,
Часы Столаса - при активации на ограниченное время с каждым ударом игрока замедляет врагов и позволяет получить опыт дополнительно,
Печать Аластора - позволяет игроку сражаться на максимально доступном уровне мастерства,
Сфера демона (пойманный демон) - временно поддерживает шкалу магии на максимально доступном значении (после применения шкала пустеет),
Яйцо дронта - небоевой предмет, выпускает питомца, который помогает искать спрятанные секреты на игровых локациях,
Талисман дракона - аналог Теневого кристалла из первой части серии, наносит урон по площади, практически мгновенно уничтожая слабых противников.
Помимо этого, игрок применят по ходу сюжета и способности:
Теневые кинжалы - используются для устранения препятствий, в бою наносят врагам дистанционный урон (при активации магии становятся снарядами Бездны и Хаоса в зависимости от применения),
Стая летучих мышей - позволяет игроку отвлекать врагов в стелс-миссиях, в бою заставляет их нападать на соратников (в сочетании с магией создаёт вокруг персонажа щит, наносящий урон атакующим противникам),
Форма тумана - даёт возможность временно превращаться в облако кровавого тумана, чтобы проходить сквозь препятствия или миновать врагов незамеченным при скрытном прохождении (при применении магии в бою наносит направленный урон),
Демонические крылья - позволяют совершить двойной прыжок с увеличенной высотой и дальностью .
Также игрок может использовать спринт, в первом Lords of Shadow доступный только после получения специального артефакта.
Общее
Еще одним нововведением игры стала возможность отключения QTE-вставок, встречающихся по ходу прохождения сюжетной кампании.
В новую часть были добавлены стелс-элементы: некоторые моменты сюжета необходимо пройти скрытно, обходя и отвлекая внимание врагов. В отдельных случаях для этого в так называемом "реальном мире" (современности) в некоторых локациях расположены специальные области под названием "Зоны тени", узнаваемые по вьющемуся черному туману и роящимся крысам. Войдя в эту зону, Дракула может вселиться в одну из крыс и во главе стаи (в 9 особей) по секретным коридорам добираться до нужных пунктов (попутно этот способ передвижения позволяет попасть в секретные локации). В иных обстоятельствах персонаж должен использовать укрытия или вселяться во врагов, чтобы незаметно пройти к цели (в последнем случае передвигаться необходимо быстро, так как при вселении запас здоровья жертвы и, соответственно, уровень маскировки Дракулы сокращается).
В игре открытый мир, позволяющий игроку самому выбрать маршрут. Для удобства перемещения из одной локации в другую как в современности, так и в Замке Дракулы расположены специальные комнаты с картой.
Так же в игре появилась активная камера, отсутствовавшая в первом "Lords of Shadow". Игрок по ходу сюжета может собирать побочные игровые предметы: иллюстрации к игре, хроники города Кастлвания или дневники солдат Братства Света, дополняющие игровую историю, тайники, увеличивающие количество доступных реликвий или хранящие специальные руны Клейдоса, открывающие доступ к испытаниям.

## Сюжет
С событий Mirror of Fate прошло примерно столетие. Замок Дракулы осаждён Братством Света, и скучающему Князю Тьмы приходится дать отпор вторженцам. На балконе своего замка он сталкивается с крылатым Паладином и осадным Титаном Братства; последнего он успешно нейтрализует, повредив его управляющий механизм. Сражение переходит во внутренний двор Замка, где Дракула наносит поражение Паладину. В отчаянии командир войск Братства достает магический крест и начинает читать молитву-заклинание, но Дракула лишь издевательски намекает, что никакое оружие и даже сам Бог не могут уничтожить его, в прошлом Избранного. Князь Тьмы присоединяется к молитве, чем вызывает мощный взрыв энергии, слышимый по всей планете и уничтожающий войска Братства. После того, как все утихло, Дракула стоит один посреди горы трупов рыцарей, и к нему подходит неизвестный.
История, перемежаясь моментами из предыдущих частей серии, переходит в наши дни. Истощенный Дракула просыпается в своем гробу в соборе города Кастлвания и постепенно вспоминает о недавнем визите Зобека (заключительная сцена из Lords of Shadow). Решив прогуляться по улицам города, Дракула видит призрак мальчика, который приглашает его следовать за ним. Преследуя его, герой забредает в проулок и застает там демона, поедающего труп. В завязавшейся драке ослабевший вампир не может ничего противопоставить противнику. Его неожиданно спасает мечник в необычной броне, и Князь Тьмы теряет сознание. Очнувшись в некой комнате из металла с запертой там семьей, вампир поочередно расправляется с пленниками и восстанавливает силы и молодость за счет людской крови.
Спустя какое-то время, когда Дракула окончательно восстановился, появившийся Зобек, который в новой эпохе стал преуспевающим бизнесменом,  в своей штаб-квартире вводит старого "соратника" в курс дела. Сатана готовится к возвращению в мир, а его Последователи, проникшие во все сферы общественной жизни, делают все возможное, чтобы ускорить события. Чтобы остановить их, Зобеку необходима помощь Дракулы, так как своими силами он сделать этого не может. В знак доверия Зобек предлагает герою возможность навсегда прекратить бессмертное существование и показывает его старое давно сломанное оружие - Убийцу вампиров, единственное, что способно подарить Князю Тьмы истинную смерть. Дракула, уже изрядно уставший от своего проклятия, после некоторых раздумий соглашается, и Зобек через портал отправляет его в первое место - фармацевтическую компанию Биоквимек, где скрывается один из Последователей.
По прибытии на место Дракула начинает овладевать своими вампирскими способностями и успешно проникает на завод. Но на середине пути он снова встречает призрачного мальчика. Дракула пытается выяснить, кто он, на что призрак отвечает, что вампиру необходимо вернуть себе Меч Пустоты, если он хочет пройти дальше. Для этого мальчик переносит Дракулу в прошлое, в его Замок, который Братство Света снова осаждает.
После продолжительной прогулки по замку Дракула настигает мальчика, но тот неожиданно обещает ему месть за свою смерть и судьбу матери. Князь Тьмы догадывается, что перед ним его собственный сын Тревор, но не решается преследовать его.
На подходе к залу, где хранится Меч Пустоты, Дракула подвергается нападению "проклятой крови" - воплощенной многоголосой сущности Замка, упорно не желающей отпускать вампира. Князь Тьмы завладевает Мечом и с его помощью одолевает голема, оживленного "проклятием", после чего отправляется на поиски сына. Застав его в одном из полуразрушенных залов, Дракула останавливает упыря-служителя, готового убить мальчика. Тот покорно склоняется перед хозяином, однако вскоре также оказывается атакован "проклятой кровью", став одержимым. Ради защиты сына Дракуле приходиться отбиваться от бывших слуг, после чего он пытается объясниться с Тревором, но не успевает. Перед уходом Тревор отдает отцу Медальон Белого Волка, чтобы иметь возможность перемещаться между прошлым и настоящим.
Дракула возвращается в современность и успешно добирается до центральной камеры смешения Биоквимека. Там его телепатически останавливает Зобек и выясняет, над чем работает компания, в которой затаился Последователь. Работники компании создают специальный газ, действие которого пока не известно. Внезапно старшая среди сотрудников, Раиса Волкова, вероятно, заметив замаскировавшегося Дракулу, начинает крушить цистерны, чем выпускает газ в помещение. Все находящиеся внутри сотрудники превращаются в одержимых мутантов и нападают на вампира, вернувшего себе прежний облик. Он отражает атаку монстров и сталкивается с зачинщицей беспорядка, так же ставшей монстром, но, в отличие от прочих, не потерявшей самоконтроль. Она оказывается сильнее Дракулы, и ему приходится прибегнуть к помощи Меча Пустоты, чтобы обезвредить её и победить. После победы Зобек возвращает Дракулу в свою штаб-квартиру, а оглушенного мутанта отправляет в отдельную комнату для допроса. Дракула при всем  желании не может присутствовать при этом, так как, по словам внезапно появившегося Тревора, лишился силы Хаоса. Вампир вспоминает о трех сестрах, живших у него в замке, и решает обратиться к ним за подсказкой, где искать Когти Хаоса.
Перенесясь в подземелья своего Замка, Дракула последовательно встречает сестер Эвриалу и Сфено, от которых узнает местоположение искомого, а при помощи освобождённого Чупакабры находит последнюю сестру Медузу и забирает Когти Хаоса. Внезапно его останавливают все три сестры, оказавшиеся одержимыми. Вместе с ними вампир падает на нижние уровни подземелья, где ему приходится сразиться с трехглавой Горгоной (истинным обликом трех сестер). При помощи Когтей Хаоса Дракула одолевает чудовище и возвращается на поверхность. На обратном пути он посещает магазин Чупакабры, где получает свою старую эмблему, дающую возможность временно превращаться в дракона.
Тем временем в Кастлвании начинается эпидемия, а мутанты, вырвавшиеся с территории завода, громят город и сеют хаос, что вынуждает власти ввести военное положение. Допрос Раисы Волковой в штаб-квартире Зобека оказывается малоуспешным, и Дракула, решив, что исцеление пленницы от мутации разговорит её, отправляется за антидотом. По пути он наблюдает разрушения, принесенные эпидемией, и сталкивается со спецназом, опознавшем в нем врага (Дракула мог свободно разгуливать по городу без защиты от инфекции). Дальнейший путь вампира проходит по подземной железной дороге, по которой уцелевшие фармацевты Биоквимека отправляются в некое тайное место. На фирменном поезде, с боем, Дракула добирается до конечной станции и встречается с телохранителем Зобека (мечником в броне), после чего они вместе следуют на тайную базу, где предположительно находится антидот. На подходе к базе телохранитель оставляет спутника, после чего Дракулу останавливает Тревор, требующий немедленного возвращения в замок.
Следуя просьбе сына, Дракула попадает в закрытое ранее библиотечное крыло Замка, где его уже ждёт Кармилла. Недолго сомневаясь, вампир поддается искушению и пьет кровь у Кармиллы, но это оказывается очередной ловушкой "проклятия". Одолев слуг бывшей хозяйки замка, Князь Тьмы неожиданно встречает свою жену Марию, которую тысячу лет считал погибшей. После недолгой словесной перепалки с супругой герой продолжает следовать за Кармиллой и в ходе продолжительной схватки расправляется с ней, забрав способность превращаться в кровавый туман.
В наши дни Дракула на секретной базе Биоквимека добывает лекарство от инфекции и, вернувшись в убежище Зобека, даёт его пленнице. Но эффект оказывается прямо противоположным: лекарство лишь раскрыло истинную сущность Раисы как дочери Сатаны и его первого Последователя. Её пробуждение частично разрушает убежище, из-за чего Зобеку приходится собственноручно поддерживать маскировку, а Дракуле - уничтожить демонессу, пока другие Последователи их не нашли. Одолев соперницу, вампир в забытьи падает в пропасть, перенесясь тем самым в Замок.
В комнате Тревора Дракула, дабы наладить отношения с сыном, принимается за поиски осколков Зеркала судьбы. Первый осколок Князь Тьмы находит в засохшем саду, где ему подготовил ловушку его хозяин - озлобленный дух Агрей, жаждущий мести вампиру за смерть брата Пана, в итоге побежденный Дракулой. Второй осколок зеркала Дракуле приходится искать в театре, где когда-то трудился его пленник Игрушечник. Увы, мастер также стал жертвой "проклятия", из-за чего герой вынужден с боем забрать искомое, нейтрализовав разбуженную "проклятием" демоническую личность Игрушечника - Кукловода.
Последний осколок Зеркала, по словам Тревора, находится где-то в реальном мире, что побуждает Дракулу вернуться в современность, к Зобеку. Тот сообщает, что некая могущественная личность рыщет в соборе, где недавно проснулся Князь Тьмы, и вампир отправляется на его поиски, ожидая встретить следующего Последователя. По прибытии на место, Дракула гонится за подозрительным воином в капюшоне и, расправившись с солдатами Сатаны и спецназом, настигает беглеца в закрытой церкви. Сам того не заметив, герой оказался в западне, а беглец предстает последним воином Братства Света. В завязавшейся схватке соперники проваливаются в подземелье, где скрываются горожане, не успевшие заразиться. Побежденный воин Братства представляется Виктором Бельмонтом, командиром ордена. Вампир и рыцарь приходят к соглашению: Виктор в обмен на лекарство, оставшееся при Дракуле, сопровождает его до убежища второго Последователя Сатаны.
Уже на поверхности союзникам приходится отбиваться от демонов, в чем им помогает подоспевший телохранитель Зобека. После боя Виктор решает пожертвовать собой, чтобы выманить Последователя, и уловка сработала. На трупе Виктора Дракула находит последний осколок Зеркала судьбы и возвращается к сыну.
Внезапно их обоих атакует "проклятие", взяв Тревора в плен. Оказалось, что "проклятие" - это концентрированная злоба Дракулы, его скрытая темная сторона, воплощённая отобранными силами Владык Теней. Вампир успешно одолевает противника, забрав его Демонические крылья, но не уничтожает, дав клятву себе и своей семье однажды подвести итог тому, что он творил столетиями.
Вернувшись в Кастлванию, Дракула, минуя охранные системы, проникает в убежище второго Последователя, которым оказывается могущественный глава оружейной корпорации Нергал Месламсти. Осознав невозможность победить врага на его территории, Дракула через заколдованный коридор (ранее показанный ему Тревором) заманивает Последователя на одну из площадок своего Замка, где демон не так силен. Но Нергал вселяется в статуи, стоявшие на площадке, и пытается одолеть вампира. Поочередно обезвредив марионеток, Князь Тьмы убивает демона и идёт на встречу с Тревором, от которого получает восстановленное Зеркало судьбы.
После недолгого разговора с сыном вампир приходит к торжествующему Зобеку, который сообщает местоположение последнего из Последователей. В сопровождении телохранителя Дракула застаёт демона в лице священника Гвидо Шандора в Базилике, где тот готовит ритуал возвращения Сатаны. Вампир пытается вмешаться, но его останавливает телохранитель, внезапно заставив вернуться в Замок. Дракула по подсказкам Тревора приходит в тронный зал, где через магическую книгу вспоминает события вторжения Братства Света в начале игры и то, что произошло после.
Уничтожив войска Братства, вампир стоит в одиночестве среди трупов с горящим крестом Паладина в руке. Здесь его застаёт Алукард - убитый им когда-то повзрослевший Тревор, которого отец пытался спасти, невольно сделав вампиром. В ходе завязавшегося разговора сын пытается узнать у отца причины его ненависти к людям и Богу, после чего предлагает свой план раз и навсегда избавить мир от Тьмы. По задумке Алукарда, с помощью созданного им особого меча Криссаэгрим он намерен погрузить Дракулу в глубокий сон и беспамятство, что обманет Сатану и Зобека, которые не преминут воспользоваться шансом каждый по-своему. Алукард и Дракула предрекают, что Зобек непременно обратиться к бывшему "соратнику" за помощью в уничтожении Сатаны, в обмен предложив достойную награду, что отец и сын решают переиграть в свою пользу. Взвесив все риски и соблазнившись возможностью уничтожить двух заклятых врагов разом, Князь Тьмы соглашается исполнить план.
В следующий момент, очнувшись, Дракула узнает, что под маской телохранителя Зобека скрывался Алукард, после чего отец и сын вместе, согласно оговоренному, готовятся дать отпор прибывающему Сатане и его слуге. Но падший ангел на неизвестном языке сообщает Гвидо место своего появления, и тот, услышав приказ, исчезает. Спустя мгновение появляется Зобек, раскрывший предательство, и, приняв облик Смерти, начинает битву с Дракулой. Герой наконец получает возможность поквитаться с интриганом за свои страдания в прошлом и уничтожает его, забрав принесенного им Убийцу вампиров.
Разделившись, Дракула и Алукард ищут место, где Сатана намерен вернуться в мир. По иронии судьбы, таким местом оказывается собор, где Дракула проснулся от смертного сна. Отец и сын настигают лже-церковника в момент завершения ритуала. Появившийся Сатана, завидев своего злейшего врага, убивает служителя за "некомпетентность" и пытается договориться с Дракулой. Понимая бесполезность переговоров, падший ангел решает уничтожить мир людей с помощью пробужденного им огромного монстра Левиафана.
Последовав за Сатаной, Дракула с сыном убивают чудовище в небе, после чего Сатана вселяется в потерявшего сознание Алукарда и через него бьётся с Дракулой, сделав ставку на чувство вины Князя Тьмы перед сыном. Обезвредив противника, вампир падает вместе с ним на улицу Кастлвании перед собором, после чего обманом заставляет демона покинуть тело сына и окончательно убивает его с помощью Убийцы вампиров. Разбудив Алукарда своей кровью, Дракула в ответ на вопрос о дальнейших действиях смотрит в Зеркало судьбы, после чего с улыбкой разбивает его и уходит в собор пережидать наступающий день.

## Разработка
Игра была анонсирована на выставке E3 2012. Разработчики с самого начала намеревались сделать Дракулу главным героем игры впервые в серии Castlevania и начало этому было положено в Lords of Shadow. Хотя предыдущая часть серии была хорошо принята критиками и игроками, дизайнеры сообщили о некоторых недостатках, которые хотели бы исправить в процессе улучшения геймплея. Например, сократить чрезмерную зависимость игры от QTE, отказ от фиксированной камеры и повышение частоты кадров. Вместо того, чтобы удалять некоторые элементы из предыдущей части, разработчики решили переделать движок игры. Так же, они считают, что Lords of Shadow была слишком линейной, поэтому новая часть будет иметь открытый мир, дающий чувство исследования и позволяющий избежать переходов между уровнями. Несмотря на некоторую первоначальную линейность, игроку будет предоставлен выбор пути по мере прогресса. Это новвовведение было включено в игру в том числе для контраста с играми серий God of War и Devil May Cry. Создание игры в современном мире вызвало трудности у разработчиков. Команда уже имела опыт разработки игр с открытым миром, но была недостаточно удовлетворена их качеством, но они верят, что Lords of Shadow 2 получится достаточно качественной. И вместе с этим, они попытались создать такую атмосферу, чтобы до самого конца не было ясно что и как, чтобы игроки постоянно оставались в неведении и гадали, чем же все закончится.

## Отзывы и продажи
| Сводный рейтинг       | Сводный рейтинг                        |
| Агрегатор             | Оценка                                 |
| --------------------- | -------------------------------------- |
| GameRankings          | X360: 71,00 % PS3: 64,32 % PC: 58,10 % |
| Русскоязычные издания |                                        |
| Издание               | Оценка                                 |
| PlayGround.ru         | 8/10                                   |

Летом 2018 года, благодаря уязвимости в защите Steam Web API, стало известно, что точное количество пользователей сервиса Steam, которые играли в игру хотя бы один раз, составляет 170 731 человек.